# Caloncoba gilgiana
Caloncoba gilgiana es una especie de Magnoliopsida del género Caloncoba, de la familia Achariaceae, del orden Malpighiales.

## Distribución
Caloncoba gilgiana se distribuye por Guinea-Bissau; Sierra Leone; Ivory Coast; Ghana; Togo; Benin; Nigeria; Cameroon.

## Taxonomía
Fue descrita científicamente por Thomas Archibald Sprague. Fue publicado por primera vez por Ernest Friedrich Gilg en la revista Botanische Jahrbücher für Systematik, volumen 40, página 460 (1908).